# Heonjong
Heonjong (kor. 헌종; ur. 1827, zm. 1849) – dwudziesty czwarty król Korei z dynastii Joseon. Był wnukiem króla Sunjo. Jego ojcem był książę Munjo a matką królowa Sinjeong. Objął tron w 1834 w wieku ośmiu lat. Nie był on potężnym władcą. Kraj znajdował się wtedy w rękach klanu Andong Kim, rodziny jego babki królowej Sunwon.
Zmarł bezpotomnie w roku 1849.